# Рублевка (Липецкая область)
Ру́блевка — деревня Калабинского сельсовета Задонского района Липецкой области.

## Население
| 1859 | 2010 |
| ---- | ---- |
| 299  | ↘81  |